# Lista de sobreviventes do Holocausto
- Aharon Appelfeld, romancista e poeta .
- Aleksander Henryk Laks (1928-2015)
- Ben Abraham (1924-2015)
- Elie Wiesel (1928-2016)
- Henry Katina, ex-presidente da Associação Israelita do Brasil.
- Leo Baeck (1873-1956) – rabino e líder do judaísmo reformista.[1][2]
- Otto Frank, judeu refugiado na Holanda, pai de Anne Frank
- Viktor Frankl, (1905-1997) Médico psiquiatra e psicólogo.
- Vladek Spiegelman, cuja biografia foi desenhada por seu filho Art Spiegelman em Maus[3].
- František Egert, (1909-1992) Açougueiro e empresário tcheco.
- Aleksander Henryk Laks
- Henri Kichka (1926-2020)